# Basílica de São Francisco de Assis (Arezzo)
Nota: se você procura a basílica de mesmo nome em Assis, consulte Basílica de São Francisco de Assis

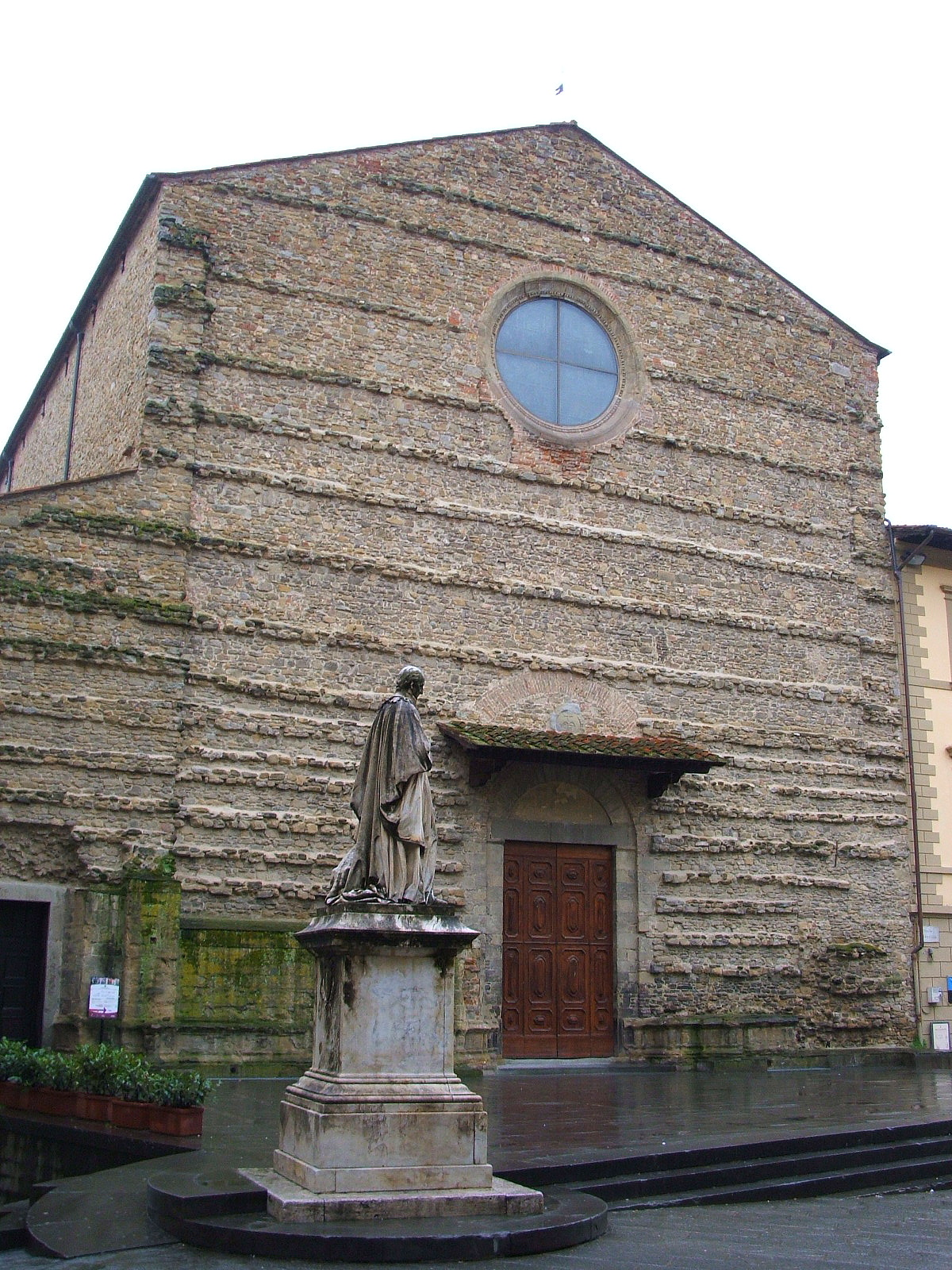
Fachada

A Basílica de São Francisco de Assis é uma igreja tardo-medieval da cidade de Arezzo, na Itália. É dedicada a São Francisco de Assis.
São Francisco foi a segunda igreja construída pelos franciscanos em Arezzo. A construção foi iniciada por volta de 1290 e sua fachada nunca foi terminada. O interior é espaçoso e simples, com uma ampla nave única, ladeada do lado esquerdo de algumas capelas e, do lado direito, por algum nichos. Sob a igreja principal há uma outra pequena igreja, imitando o modelo da Basílica de São Francisco em Assis, com uma nave central e duas laterais, agora utilizada como sala de exposições.
Na entrada da capela-mor está suspenso um grande crucifixo pintado pelo chamado Mestre de São Francisco, um contemporâneo de Cimabue. A capela também contém uma Madonna em Majestade de Guido da Siena e abriga uma das obras-primas do Renascimento italiano, um ciclo de afrescos de Piero della Francesca descrevendo a Lenda da Verdadeira Cruz. As paredes da nave, em particular os nichos à direita, têm alguma decoração de afrescos, que remonta, em parte, ao século XIV. A capela localizada à direita da abside tem afrescos de Spinello Aretino, enquanto a da esquerda mostra uma Anunciação de Luca Signorelli.